# Anita Heiss
Anita Heiss (Sydney, 1968) és una autora, presentadora i comentarista australiana. És una de les escriptores més prolífiques i reconegudes d'Austràlia. Té una llarga trajectòria literària centrada en la reivindicació de la seva identitat aborigen tant des de l'activisme com, sobretot, a través de les seves novel·les, assaigs, poemes i literatura infantil i juvenil. En l'àmbit de la ficció, destaquen obres com El diario de Mary Talence (Takusan Ediciones, 2005), on narra la història d'una nena aborigen que havia estat separada de la seva família per ser criada en una família blanca, o la novel·la juvenil Our Race for Reconciliation (Scholastic Australia, 2017), inspirada en l'atleta aborigen Cathy Freeman, guanyadora d'un or a les olimpíades de Sydney 2000. Una de les seves obres més reconegudes és el llibre de memòries Am I Black Enough for You? (Penguin Books, 2012), on lluita contra els estereotips racials que pesen sobre els aborígens australians, mereixedor del Vic Premier's Award for Indigenous Writing i finalista del premi Human Rights Award. En la seva vessant d'activista, Heiss és ambaixadora vitalícia de la Indigenous Literacy Foundation i del Worawa Aboriginal College, i ha col·laborat amb diverses comunitats aborígens per impulsar la lectura entre els infants i per apoderar-los a través de l'escriptura. El 2018 va editar el llibre Growing Up Aboriginal in Australia (Blackin Books, 2018), una antologia on més d'un centenar de descendents d'aborígens australians de diversos àmbits socials i professionals comparteixen el seu testimoni sobre el fet de créixer a Austràlia sent aborigen.

## Obra

### No-ficció
- Growing Up Aboriginal in Australia (editor) (Black Inc, 2018) ISBN 97818639598109781863959810
- Am I Black Enough For You (Random House, 2012) ISBN 97817427519249781742751924
- Macquarie PEN Anthology of Aboriginal Literature edited Anita Heiss and Peter Minter (Allen & Unwin Sydney 2008) ISBN 978 1 74175 438 4978 1 74175 438 4
- Dhuuluu-yala, To Talk Straight: Publishing indigenous literature (Aboriginal Studies Press, 2003) ISBN 0-85575-444-30-85575-444-3

### Novel·les
- Barbed Wire and Cherry Blossoms, (2016), Simon & Schuster Australia, ISBN 97819251848469781925184846
- Tiddas (Simon & Schuster, Australia 2014) ISBN 978 1 92205 2285978 1 92205 2285
- Paris Dreaming (Bantam, Australia 2011) ISBN 97817416689339781741668933
- Manhattan Dreaming (Bantam, Australia 2010) ISBN 978 1 86471 1288978 1 86471 1288
- Avoiding Mr Right (Bantam, Australia 2008) ISBN 97818632560499781863256049
- Not Meeting Mr. Right (Bantam, Australia 2007) ISBN 978-1-86325-511-0978-1-86325-511-0

### Literatura infantil
- Who am I? The diary of Mary Talence, Sydney 1937 (Scholastic, Australia 2001) ISBN 1-86504-361-31-86504-361-3
- Yirra and her deadly dog, Demon (ABC Books, 2007) ISBN 978-0-7333-2039-2978-0-7333-2039-2
- Demon Guards the School Yard (OUP / Laguna Bay, Australia 2011) ISBN 97801955725689780195572568
- My Australian Story: Our Race for Reconciliation (Scholastic, Australia 2017) ISBN 97817602761199781760276119

### Poesia
- Token Koori (Curringa Communications, 1998) ISBN 0-646-35290-30-646-35290-3
- I'm Not Racist, But ... (Salt, 2007) ISBN 978-1-84471-316-5978-1-84471-316-5

### Humour
- Sacred cows (Magabala, 1996) ISBN 1-875641-25-41-875641-25-4

### Altres
- Life in Gadigal Country (Gadigal Information Service, 2002) ISBN 0 9580923 0 30 9580923 0 3
- Stories without End (Halstead Press, Australia, 2002) ISBN 18756849561875684956

## Premis i reconeixements
- 2012 – Finalist: Human Rights Awards Media (non-fiction) for Am I Black Enough for You?
- 2012 – Winner: VIC Premier's Literary Award for Indigenous Writing, 2012 for Am I Black Enough for You?[2]
- 2011 – Winner: Deadly Award for Most Outstanding Contribution to Literature for Paris Dreaming[3]
- 2010 – Winner: Deadly Award for Most Outstanding Contribution to Literature for Manhattan Dreaming
- 2008 – Winner: Deadly Award for Most Outstanding Contribution to Literature, with Peter Minter for the Macquarie PEN Anthology of Aboriginal Literature.
- 2007 – Winner: Deadly Award for Most Outstanding Contribution to Literature for Not Meeting Mr Right.
- 2004 – Nominee: Deadly Award for Most Outstanding Contribution to Literature
- 2004 – Microsoft / Bulletin Magazine, Smart 100 (Arts and Entertainment).
- 2003 – Winner: Inaugural Australian Society of Authors Medal (Under 35) for contribution to Australian community and life.[4]
- 2002 – Winner: NSW Premier's History Award (Audio Visual) for Barani: the Aboriginal History of the City of Sydney[5]
- 2002 – Shortlist: NSW Premier's History Award (Young People's History) for Who Am I? The diary of Mary Talence, Sydney 1937.